# Vincenzo Tozzi
Vincenzo Tozzi   (Roma, 1612 - Messina, 1675) va ser un compositor italià.

## La vida
La primera informació documentada sobre la seva vida és del 1640, quan va acabar el seu servei amb el cardenal Vincenzo Costaguti a Roma i es va convertir en director de direcció a Messina. Va ocupar aquest càrrec fins al 1664. Va ser membre de dues acadèmies d'art, l'Accademia Abbarbicati i l'Academia della Fucina. D'allà també va rebre un llibret per a dues de les seves òperes: Le gare di Natura e di Fortuna i I pasticcieri. És conegut pràcticament només per les seves composicions d'església. La seva obra escènica es perd principalment.
El seu fill Francesco Tozzi fou també compositor.

## Treballs

### Música religiosa
- Hola Regina
- El primer llibre de concerts eclesiàstics per a 2-5 veus (1662, Roma)
- 4 motets

## Obres d'escena
- Pasticcieri (intermezzi, 1650, Messina)
- Il ratto d'Elena (1657, Messina)
- Annibale di Capua (llibret de Nicolò Beregan, 1664, Malta)
- L'estació de tren de Natura i Fortuna (llibret de P. Sapone)
- 3 diàlegs pastorals (text de C. Musarra)